# Kaple svaté Otýlie (Čechůvky)
Kaple svaté Otýlie v Čechůvkách je sakrální stavba z roku 1722. Nachází se v poli za obcí vedle památkově chráněných lip. V blízkosti kaple se dříve nacházel léčivý pramen, který léčil oční nemoci.
Autor kaple sv. Otýlie je neznámý. V r. 1727 byla kaple vysvěcena. V roce 1885 prošla rozsáhlou rekonstrukcí a byl nově vymalován i interiér. Kaple byla poté opravována ještě několikrát, naposledy v letech 2006–2007.
Kaple je chráněna jako kulturní památka České republiky.